# 해군특수전개발단
해군특수전개발단(영어: Naval Special Warfare Development Group (NSWDG)), 구 SEAL 6팀(SEAL Team Six)은 미합중국 합동특수작전사령부에 속해있는 미국 해군의 티어 1 대테러 특수부대이다. 주로 약칭인 DEVGRU(데브그루)로 불리며 그 외에도 SEAL 6팀(SEAL Team Six), 테스크 포스 블루(Task Force Blue)로 불린다. 언론에서는 가끔 합동특수작전사령부 스페셜 미션 유닛으로 언급하기도 한다.
해군특수전사령부에 배속되어 있는 다른 SEAL 팀들과는 달리, 델타 포스, 제24특수전술대대 등과 같이 합동 특수 작전 사령부에 티어 1급 특수부대로 배속되어 있다.

## 역사
주이란 미국 대사관 인질 구출 작전인 독수리 발톱 작전이 실패한 이후 SEAL의 베테랑 지휘관 리처드 마친코 해군 중령을 중심으로 해군의 대테러 전담 특수부대인 SEAL 6팀이 창설되었다. 팀장인 리처드 마친코가 각종 사고와 문제를 일으키자 1987년 SEAL 6팀은 해체된 뒤 같은 해, 해군특수전개발단(DEVGRU)이라는 이름으로 재창설되었다.
1993년 3월 1일에 리처드 마친코 대령이 퍼낸 회고록 《Rogue Warrior: Red Cell》이 발간되면서 대중에 알려졌다.
2011년 5월 1일, DEVGRU는 오퍼레이션 넵튠 스피어를 실행하여, 파키스탄에서 은신 중이던 오사마 빈 라덴을 사살했다.

## 기록

### 참전
- 그레나다 침공 (오퍼레이션 어전트 퓨어리)
- 트랜스월드 항공 8457기
- 아킬레 라우로 납치
- 프라임 챈스 작전
- 미국의 파나마 침공 (오퍼레이션 저스트 커즈)
- 걸프 전쟁 (사막 폭풍 작전)
- 소말리아 내전
  - 고딕 서펜트 작전
- 민주주의 유지 작전 (1991년 아이티 쿠데타)
- 유고슬라비아 전쟁
  - 보스니아 헤르체고비나 안정화군
- 테러와의 전쟁
  - 아프가니스탄 전쟁 (항구적 자유 작전 - 아프기나스탄)
  - 2003년 이라크 침공 (이라크 자유 작전)
- 레드 윙스 작전
- 와지리스탄 분쟁
- 오사마 빈라덴의 죽음 (넵튠 스피어 작전)
- 내재된 결단 작전
- 예멘 알카에다 반란
- 자유의 센티넬 작전

## 같이 보기
- 위베르 특공대 - 프랑스판 데브그루

## 참고

### 인용
1. ↑  김선한 (2014년 11월 8일). “빈 라덴 사살 진실공방 낳은 네이비실 6팀은 어떤 부대”. 연합뉴스. 2014년 11월 10일에 확인함.

### 자료
- Richard Marcinko (1993년 3월 1일). 《Rogue Warrior: Red Cell》 (영어). Pocket Books. ISBN 9780671795931. 2014년 11월 10일에 확인함.
- “Naval Special Warfare Development Group (DEVGRU)”. 《globalsecurity.org 언어=en》. 2023년 6월 30일에 확인함.